# Anteon fulviventre
Anteon fulviventre är en stekelart som först beskrevs av Alexander Henry Haliday 1828.  Anteon fulviventre ingår i släktet Anteon, och familjen stritsäcksteklar. Arten är reproducerande i Sverige.